# 5a etapa del Tour de França de 2016
La 5a etapa del Tour de França de 2016 es disputà el dimecres 6 de juliol de 2016 sobre un recorregut de 216 km, amb sortida a Llemotges i arribada a Le Lioran.
El vencedor de l'etapa fou el belga Greg Van Avermaet (BMC Racing Team), que s'imposà en solitari amb més de dos minuts i mig sobre Thomas De Gendt (Lotto Soudal) i més de cinc sobre el gran grup. Gràcies a aquestes diferències passa a ser el nou líder, amb 5' 11" sobre Julian Alaphilippe (Etixx-Quick Step), segon a la general. Alberto Contador (Team Tinkoff) va perdre més de mig minut i Vincenzo Nibali (Astana Qazaqstan Team) més de vuit minuts.

## Recorregut
Primera etapa de mitja muntanya pel massís Central, amb dues parts d'etapa ben diferenciades. Els primers 133 quilòmetres són més aviat plans, sense grans desnivells a superar i sols una cota de quarta categoria al quilòmetre 16. Amb l'entrada al departament del Cantal el recorregut es comença a complicar, amb un terreny en continua pujada i l'encadenament de 4 ports en els darrers 40 quilòmetres, dos d'ells de segona i rampes que superen el 10%.

## Desenvolupament de l'etapa
En els primers quilòmetres d'etapa es forma una escapada integrada per nou corredors: Andriy Grivko (Astana), Rafal Majka (Tinkoff), Cyril Gautier (AG2R-La Mondiale), Greg van Avermaet (BMC), Serge Pauwels (Dimension Data), Bartosz Huzarski (Bora-Argon 18), Thomas De Gendt (Lotto-Soudal), Romain Sicard (Direct Energie) i Florian Vachon (Fortuneo-Vital Concept) que aconseguiran fins a 6' sobre el gran grup. Plegats aconseguiren sis minuts sobre el gran grup. A manca de 100 quilòmetres Van Avermaet, De Gend i Grivko deixaren enrere als fins aleshores companys d'escapada. Aquest trio tenia disposava de més de 15 minuts sobre el gran grup a manca de 73 quilòmetres. Aquesta diferència s'anà reduint a poc a poc moment amb l'arribada del tram muntanyós del final d'etapa, però a manca de 35 quilòmetres encara superava els 11 minuts. En l'ascensió al Pas de Peyrol - Puy Mary Grivko queda despenjat del grup capdavanter, mentre el Movistar Team començà a accelerar el ritme per darrere. Això va fer que homes com Vincenzo Nibali (Astana), Rui Costa (Lampre-Merida) o Ilnur Zakarin (Katusha) perdessin contacte amb el gran grup. A manca de 17 quilòmetres, en l'ascensió al coll del Perthus, Van Avermaet deixa enrere a De Gendt i marxar en solitari cap a la victòria final i el liderat. A Le Lioran es presenta amb més de dos minuts i mig sobre De Gendt i més de cinc sobre el gran grup encapçalat per Joaquim Rodríguez. Alberto Contador (Tinkoff) perd 33" sobre la resta de favorits, en un final d'etapa en què l'equip el deixà sol.

## Resultats

### Classificació de l'etapa
| \| Classificació de l'etapa \| Classificació de l'etapa \| Classificació de l'etapa \| Classificació de l'etapa \| Classificació de l'etapa \| \| Corredor \| Corredor \| Equip \| Temps \| \| \| ------------------------ \| -------------------------- \| ------------------------ \| ------------------------ \| ------------------------ \| \| 1r \| Greg Van Avermaet \| BMC Racing Team \| 5h 31' 36" \| \| \| 2n \| Thomas De Gendt \| Lotto-Soudal \| + 2' 34" \| \| \| 3r \| Rafał Majka \| Tinkoff \| + 5' 04" \| \| \| 4t \| Joaquim Rodríguez i Oliver \| Katusha \| + 5' 04" \| \| \| 5è \| Daniel Martin \| Etixx-Quick Step \| + 5' 07" \| \| \| 6è \| Bartosz Huzarski \| Bora-Argon 18 \| + 5' 07" \| \| \| 7è \| Julian Alaphilippe \| Etixx-Quick Step \| + 5' 07" \| \| \| 8è \| Adam Yates \| Orica-BikeExchange \| + 5' 07" \| \| \| 9è \| Christopher Froome \| Team Sky \| + 5' 07" \| \| \| 10è \| Tejay van Garderen \| BMC Racing Team \| + 5' 07" \| \| |                            |                    |            |
| |                            |                    |            |
| Font: ProCyclingStats |                            |                    |            |
| Classificació de l'etapa |                            |                    |            |
| Corredor | Corredor                   | Equip              | Temps      |
| 1r | Greg Van Avermaet          | BMC Racing Team    | 5h 31' 36" |
| 2n | Thomas De Gendt            | Lotto-Soudal       | + 2' 34"   |
| 3r | Rafał Majka                | Tinkoff            | + 5' 04"   |
| 4t | Joaquim Rodríguez i Oliver | Katusha            | + 5' 04"   |
| 5è | Daniel Martin              | Etixx-Quick Step   | + 5' 07"   |
| 6è | Bartosz Huzarski           | Bora-Argon 18      | + 5' 07"   |
| 7è | Julian Alaphilippe         | Etixx-Quick Step   | + 5' 07"   |
| 8è | Adam Yates                 | Orica-BikeExchange | + 5' 07"   |
| 9è | Christopher Froome         | Team Sky           | + 5' 07"   |
| 10è | Tejay van Garderen         | BMC Racing Team    | + 5' 07"   |

### Punts atribuïts
| Esprint intermedi Mauriac (km 144,5) |                         |                        |        |
| 1r                                   | Greg Van Avermaet (BEL) | BMC Racing Team        | 20 pts |
| 2n                                   | Andriy Grivko (UKR)     | Astana Qazaqstan Team  | 17 pts |
| 3r                                   | Thomas De Gendt (BEL)   | Lotto Soudal           | 15 pts |
| 4t                                   | Serge Pauwels (BEL)     | Dimension Data         | 13 pts |
| 5è                                   | Romain Sicard (FRA)     | Direct Énergie         | 11 pts |
| 6è                                   | Rafał Majka (POL)       | Team Tinkoff           | 10 pts |
| 7è                                   | Cyril Gautier (FRA)     | AG2R La Mondiale       | 9 pts  |
| 8è                                   | Florian Vachon (FRA)    | Fortuneo-Vital Concept | 8 pts  |
| 9è                                   | Bartosz Huzarski (POL)  | Bora-Argon 18          | 7 pts  |
| 10è                                  | Bryan Coquard (FRA)     | Direct Énergie         | 6 pts  |
| 11è                                  | Marcel Kittel (GER)     | Etixx-Quick Step       | 5 pts  |
| 12è                                  | Mark Cavendish (GBR)    | Dimension Data         | 4 pts  |
| 13è                                  | Peter Sagan (SVK)       | Team Tinkoff           | 3 pts  |
| 14è                                  | Mark Renshaw (AUS)      | Dimension Data         | 2 pts  |
| 15è                                  | Fabio Sabatini (ITA)    | Etixx-Quick Step       | 1 pt   |

| Esprint final Le Lioran (km 216) |                             |                    |        |
| 1r                               | Greg Van Avermaet (BEL)     | BMC Racing Team    | 30 pts |
| 2n                               | Thomas De Gendt (BEL)       | Lotto Soudal       | 25 pts |
| 3r                               | Rafał Majka (POL)           | Team Tinkoff       | 22 pts |
| 4t                               | Joaquim Rodríguez (CAT)     | Team Katusha       | 19 pts |
| 5è                               | Daniel Martin (IRL)         | Etixx-Quick Step   | 17 pts |
| 6è                               | Bartosz Huzarski (POL)      | Bora-Argon 18      | 15 pts |
| 7è                               | Julian Alaphilippe (FRA)    | Etixx-Quick Step   | 13 pts |
| 8è                               | Adam Yates (GBR)            | Orica-BikeExchange | 11 pts |
| 9è                               | Christopher Froome (GBR)    | Team Sky           | 9 pts  |
| 10è                              | Tejay van Garderen (USA)    | BMC Racing Team    | 7 pts  |
| 11è                              | Pierre Rolland (FRA)        | Cannondale-Drapac  | 6 pts  |
| 12è                              | Richie Porte (AUS)          | BMC Racing Team    | 5 pts  |
| 13è                              | Romain Bardet (FRA)         | AG2R La Mondiale   | 4 pts  |
| 14è                              | Sébastien Reichenbach (SUI) | FDJ                | 3 pts  |
| 15è                              | Nairo Quintana (COL)        | Movistar Team      | 2 pt   |

### Colls i cotes
| Cota de Sent Liunard. 356m. (km 16,5) 4a categoria (1,7 km al 5,2%) |                      |                |      |
| 1r                                                                  | Jasper Stuyven (BEL) | Trek-Segafredo | 1 pt |

| Cota de Puy Saint-Mary. 704m. (km 142,5) 3a categoria (6,8 km al 3,9%) |                       |                       |       |
| 1r                                                                     | Thomas De Gendt (BEL) | Lotto Soudal          | 2 pts |
| 2n                                                                     | Andriy Grivko (UKR)   | Astana Qazaqstan Team | 1 pt  |

| Cota de Neronne. 1.242 m. (km 173,5) 3a categoria (7,1 km al 3%) |                         |                 |       |
| 1r                                                               | Thomas De Gendt (BEL)   | Lotto Soudal    | 2 pts |
| 2n                                                               | Greg Van Avermaet (BEL) | BMC Racing Team | 1 pt  |

| Pas de Peyrol - Puy Mary. 1.589 m. (km 185) 2a categoria (5,4 km al 8,1%) |                         |                       |       |
| 1r                                                                        | Thomas De Gendt (BEL)   | Lotto Soudal          | 5 pts |
| 2n                                                                        | Greg Van Avermaet (BEL) | BMC Racing Team       | 3 pt  |
| 3r                                                                        | Andriy Grivko (UKR)     | Astana Qazaqstan Team | 2 pt  |
| 4t                                                                        | Rafał Majka (POL)       | Team Tinkoff          | 1 pt  |

| Coll del Perthus. 1.309 m. (km 201,5) 2a categoria (4,4 km al 7,9%) |                         |                       |       |
| 1r                                                                  | Greg Van Avermaet (BEL) | BMC Racing Team       | 5 pts |
| 2n                                                                  | Thomas De Gendt (BEL)   | Lotto Soudal          | 3 pt  |
| 3r                                                                  | Andriy Grivko (UKR)     | Astana Qazaqstan Team | 2 pt  |
| 4t                                                                  | Rafał Majka (POL)       | Team Tinkoff          | 1 pt  |

| Coll de Font-de-Cère. 1.294 m. (km 213,5) 3a categoria (3,3 km al 5,8%) |                         |                 |       |
| 1r                                                                      | Greg Van Avermaet (BEL) | BMC Racing Team | 2 pts |
| 2n                                                                      | Thomas De Gendt (BEL)   | Lotto Soudal    | 1 pt  |

## Classificacions a la fi de l'etapa

### Classificació general
| \| Classificació general \| Classificació general \| Classificació general \| Classificació general \| Classificació general \| \| Corredor \| Corredor \| Equip \| Temps \| \| \| --------------------- \| --------------------------- \| --------------------- \| --------------------- \| --------------------- \| \| 1r \| Greg Van Avermaet \| BMC Racing Team \| 25h 34' 46" \| \| \| 2n \| Julian Alaphilippe \| Etixx-Quick Step \| + 5' 11" \| \| \| 3r \| Alejandro Valverde Belmonte \| Movistar Team \| + 5' 13" \| \| \| 4t \| Joaquim Rodríguez i Oliver \| Katusha \| + 5' 14" \| \| \| 5è \| Christopher Froome \| Team Sky \| + 5' 17" \| \| \| 6è \| Warren Barguil \| Giant-Alpecin \| + 5' 17" \| \| \| 7è \| Nairo Quintana Rojas \| Movistar Team \| + 5' 17" \| \| \| 8è \| Fabio Aru \| Astana \| + 5' 17" \| \| \| 9è \| Pierre Rolland \| Cannondale-Drapac \| + 5' 17" \| \| \| 10è \| Daniel Martin \| Etixx-Quick Step \| + 5' 17" \| \| |                             |                   |             |
| |                             |                   |             |
| Font: ProCyclingStats |                             |                   |             |
| Classificació general |                             |                   |             |
| Corredor | Corredor                    | Equip             | Temps       |
| 1r | Greg Van Avermaet           | BMC Racing Team   | 25h 34' 46" |
| 2n | Julian Alaphilippe          | Etixx-Quick Step  | + 5' 11"    |
| 3r | Alejandro Valverde Belmonte | Movistar Team     | + 5' 13"    |
| 4t | Joaquim Rodríguez i Oliver  | Katusha           | + 5' 14"    |
| 5è | Christopher Froome          | Team Sky          | + 5' 17"    |
| 6è | Warren Barguil              | Giant-Alpecin     | + 5' 17"    |
| 7è | Nairo Quintana Rojas        | Movistar Team     | + 5' 17"    |
| 8è | Fabio Aru                   | Astana            | + 5' 17"    |
| 9è | Pierre Rolland              | Cannondale-Drapac | + 5' 17"    |
| 10è | Daniel Martin               | Etixx-Quick Step  | + 5' 17"    |

### Classificació per punts
|   | Ciclista             | Equip          | Punts |
| - | -------------------- | -------------- | ----- |
| 1 | Peter Sagan (SVK)    | Team Tinkoff   | 150   |
| 2 | Mark Cavendish (GBR) | Dimension Data | 146   |
| 3 | Marcel Kittel (GER)  | Lotto Soudal   | 142   |

### Classificació de la muntanya
|   | Ciclista                | Equip           | Punts |
| - | ----------------------- | --------------- | ----- |
| 1 | Thomas De Gendt (BEL)   | Lotto Soudal    | 13    |
| 2 | Greg Van Avermaet (BEL) | BMC Racing Team | 11    |
| 3 | Jasper Stuyven (BEL)    | Trek-Segafredo  | 5     |

### Classificació del millor jove
|   | Ciclista                 | Equip              | Temps       |
| - | ------------------------ | ------------------ | ----------- |
| 1 | Julian Alaphilippe (FRA) | Etixx-Quick Step   | 25h 39' 57" |
| 2 | Warren Barguil (FRA)     | Team Giant-Alpecin | + 6"        |
| 3 | Wilco Kelderman (NED)    | Team LottoNL-Jumbo | + 6"        |

### Classificació per equips
|    | Equip           | Temps       |
| -- | --------------- | ----------- |
| 1r | BMC Racing Team | 76h 56' 47" |
| 2n | Team Sky        | + 3' 36"    |
| 3r | Movistar Team   | + 4' 12"    |

## Abandonaments
No es produeix cap abandonament durant l'etapa.